# Петеліно (станція)
Петеліно (рос. Петелино) — залізнична станція Смоленського напрямку МЗ в Одинцовському районі Московської області. За характером роботи станція є проміжною, за обсягом виконуваної роботи віднесена до 2-го класу. Побудована в 1932 році.
На станції одна острівна пасажирська платформа, виходи з якої тільки по настилах через колії. Не обладнана турнікетами. На станції зупиняються всі приміські електропоїзди, крім експресів Москва-Можайськ.
Від станції відгалужується два під'їзних колії: одна в північному напрямку на Покровське, інша в східному на нафтобазу в селі Часці. Східна колія прямує через велику колійну машинну станцію номер 4 (неофіційно станція Петеліно-2).
Час руху електропоїздів від Москва-Білоруська — 55 — 65 хвилин.
| Попередня станція | Лінія | Лінія                         | Лінія | Наступна станція |
| ----------------- | ----- | ----------------------------- | ----- | ---------------- |
| Сушкинська        |       | Москва-Смоленська — Кубинка-1 |       | Часцівська       |